# Hiroyuki Taniguchi
Hiroyuki Taniguchi (谷口 博之 Taniguchi Hiroyuki?), född 27 juni 1985, är en japansk fotbollsspelare som spelar för Sagan Tosu.
I augusti 2008 blev han uttagen i Japans trupp till fotbolls-OS 2008.